# Егнація Мариніана
Егнація Мариніана (роки життя невідомі) — дружина римського імператора Валеріана та мати імператора Галлієна. Наймовірніше, померла до того, як її чоловік став імператором. Одразу після приходу Валеріана до влади у 253 році була обожнена Сенатом.

## Життєпис
Про життя Мариніани зберігалося мало подробиць. Її повне ім'я достеменно невідоме та реконструюється тільки з нумізматичних джерел. Ймовірно, вона походила з роду нобілів Егнаціїв та була донькою Луція Егнація Віктора, консула-суффекта початку III століття. Її братом був Егнацій Віктор Мариніан, легат спочатку у Верхній Мезії, а потім у Аравії Петрейській. Мариніана народилася у місті Фалерії (Етрурія) та приблизно у 216 або 217 році одружилася з Валеріаном та народила сина, майбутнього імператора Галлієна. 
Втім вона не дожила до часу, коли її чоловік став імператором. У 253 році, відразу після приходу до влади, Валеріан змусив Сенат обожнити померлу Егнацію. Після її смерті Валеріан одружився ще раз: з новою дружиною Корнелією Галлонією він мав іншого сина — Валеріана Молодшого.

## Родина
Чоловік — Валеріан, імператор у 253—260 роках. У шлюбі народила одного сина:
- Егнацій Галлієн, імператор у 253—268 роках.